# Бідний Мирон Андрійович
Мирон Андрійович Бідний (нар. 30 серпня 2001, с. Великий Глибочок, Тернопільська область, Україна) — український футболіст, нападник клубу «Нива» (Тернопіль).

## Життєпис
Вихованець ФК «Тернопіль», кольори якого захищав у ДЮФЛУ в сезоні 2014/15 років. Потім провів три сезони в «УФК-Карпати» (Львів).
Напередодні старту сезону 2018/19 років перебрався в «Ниву». У футболці тернопільського клубу дебютував 6 квітня 2019 року в програному (0:2) виїзному поєдинку 18-го туру групи А Другої ліги України проти житомирського «Полісся». Мирон вийшов на поле на 78-ій хвилині, замінивши Руслана Дедуха. Дебютним голом у професіональному футболі відзначився 11 травня 2019 року на 57-ій хвилині переможного (2:1) домашнього поєдинку 25-го туру групи А Другої ліги України проти «Чайки». Бідний вийшов на поле на 51-ій хвилині, замінивши Ігора Бровка. За підсумками сезону 2019/20 років допоміг «Ниві» виграти групу А Другої ліги та підвищитися в класі. У Першій лізі України дебютував 5 вересня 2020 року в нічийному (1:1) виїзному поєдинку 1-го туру проти харківського «Металіста 1925». Ігор вийшов на поле на 90-ій хвилині, замінивши Максима Проціва.